# Monsó nord-americà

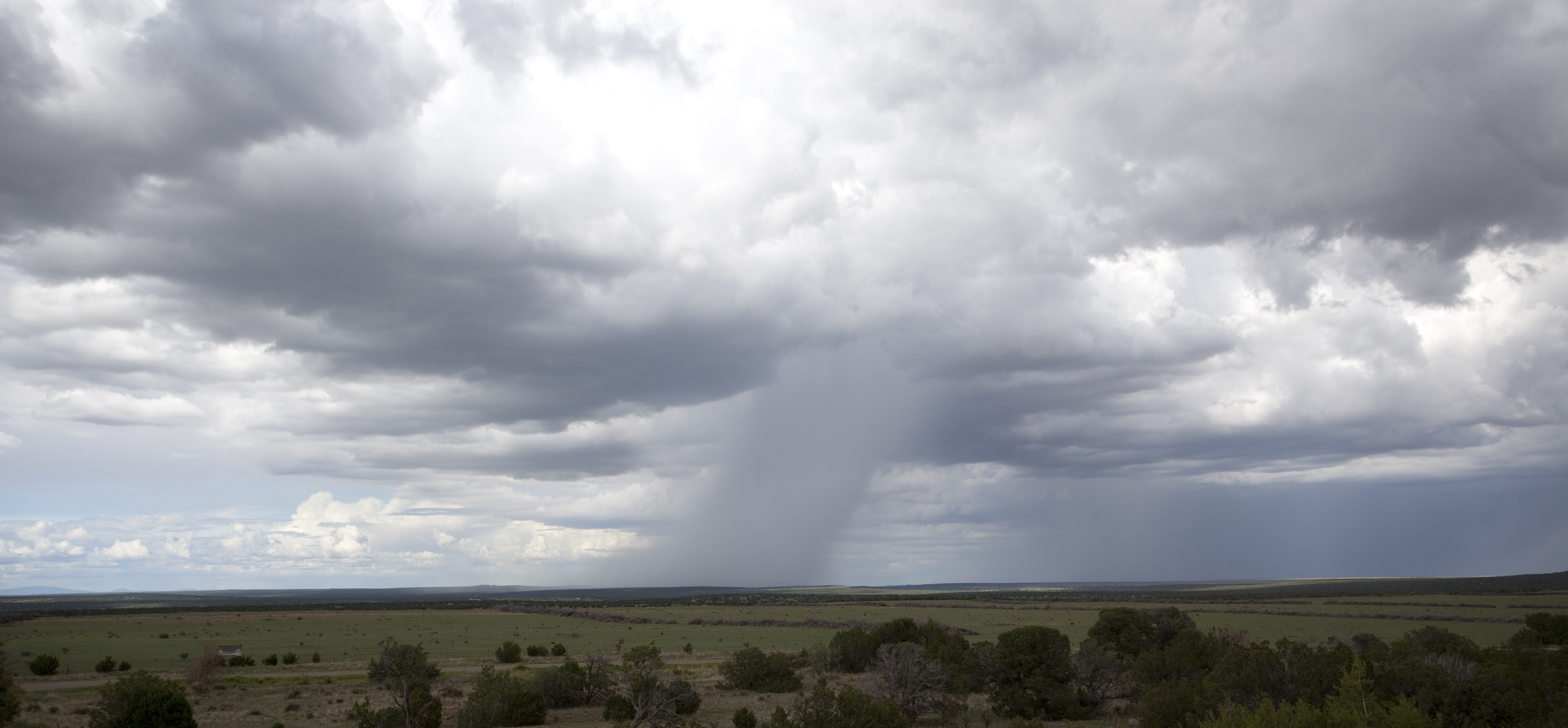
Pluja monsònica d'estiu a Nou Mèxic oriental

El monsó nord-americà, també conegut com el monsó del sud-oest, de Mèxic, Nou Mèxic o d'Arizona és un patró d'augment pronunciat de les tempestes i pluges en grans àrees del sud-oest dels Estats Units i el nord-oest de Mèxic, generalment entre juny i mitjans de setembre. Durant el monsó, les tempestes elèctriques són alimentades per l'escalfament diürn i s'acumulen a la tarda i al vespre. Normalment, aquestes tempestes es dissipen a última hora de la nit i l'endemà comença just, amb el cicle que es repeteix diàriament. El monsó normalment perd la seva energia a mitjans de setembre quan es restableixen condicions molt més seques a la regió. Geogràficament, la regió de precipitació monsònica nord-americana se centra sobre la Sierra Madre Occidental als estats mexicans de Sinaloa, Durango, Sonora i Chihuahua.

## Mecanisme

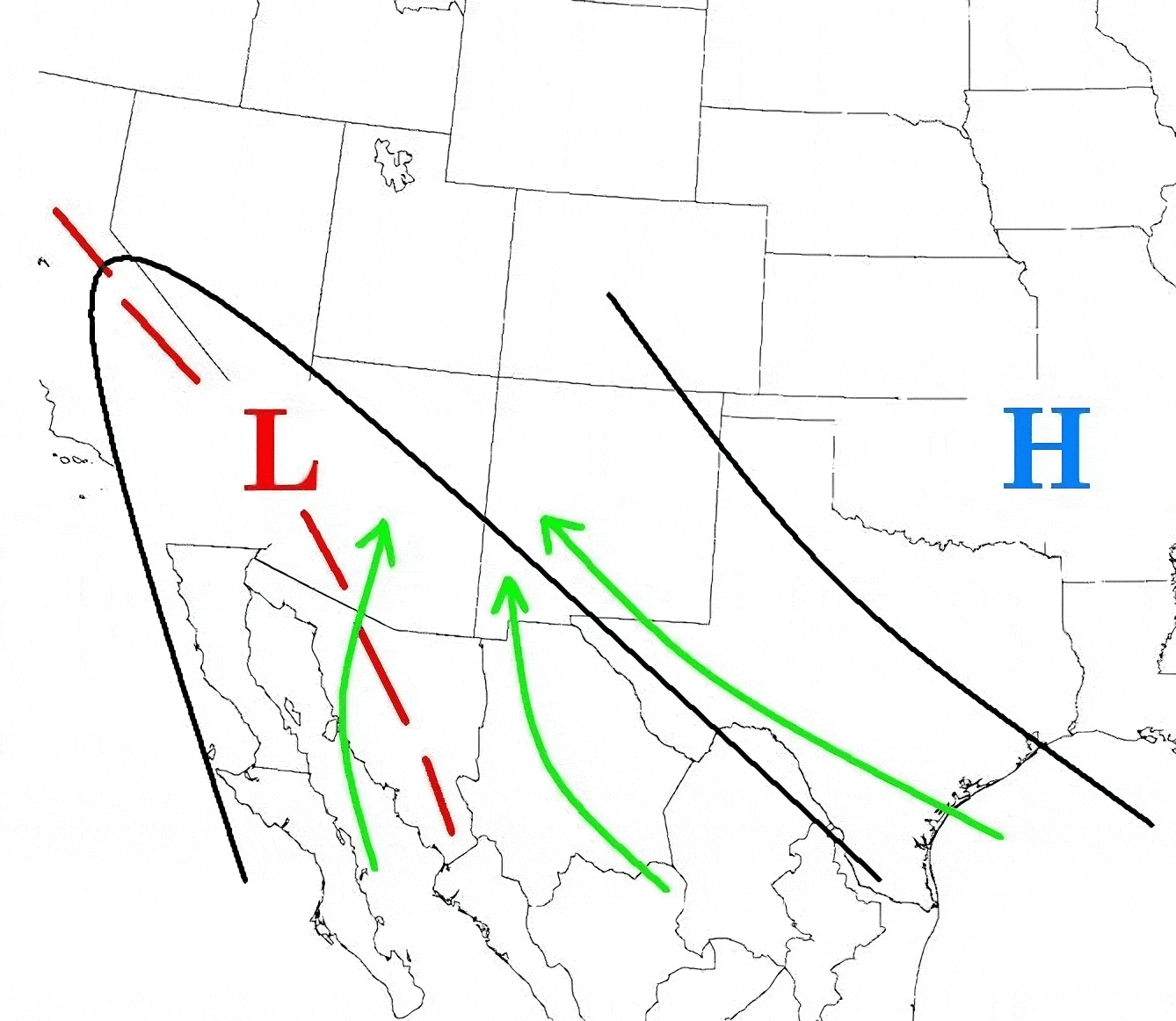
Patró meteorològic del monsó de l'Amèrica del Nord

El monsó nord-americà és un procés meteorològic complex que aporta humitat del golf de Califòrnia (i, en menor mesura, del Pacífic oriental i del golf de Mèxic) al nord-oest de Mèxic i al sud-oest dels Estats Units, donant lloc a tempestes d'estiu, especialment a elevacions més altes. El monsó nord-americà no és tan fort ni persistent com el seu homòleg indi, principalment perquè l'altiplà mexicà no és tan alt ni tan gran com l'altiplà tibetà a Àsia. Tanmateix, el monsó nord-americà comparteix la majoria de les característiques bàsiques del seu homòleg indi.
A la zona del monsó, el període de finals de primavera és molt càlid i sec, perquè la cresta subtropical d'alta pressió del costat occidental sec i l'aire continental sec encara no han començat a "desplaçar-se" cap al nord. Durant aquest període, les zones de l'interior tenen una humitat relativa extremadament baixa i, característicament, punt de rosades molt baixos, que sovint es troben molt per sota de la marca de congelació. En alguns anys, aquest efecte retardat és més substancial si la línia seca que separa la massa d'aire calenta i seca al nord-oest de la massa d'aire monsònica humida cap al sud-est, no aconsegueix la migració. Això pot evitar que la humitat tropical arribi més al nord-oest cap a la Vall de la Mort fins més tard a l'estiu. Si aquest patró preval, els deserts de Nevada gairebé no rebin monsons.
A principis d'estiu, el monsó comença amb un canvi en els patrons del vent, ja que Mèxic i el sud-oest dels Estats Units s'escalfen amb un intens escalfament solar. Els vents dominants comencen a fluir des de zones oceàniques humides una mica més fresques cap a zones més càlides i seques.
Les precipitacions augmenten de finals de maig a principis de juny al sud de Mèxic i s'estenen pels vessants occidentals de la Sierra Madre Occidental, arribant a Arizona i Nou Mèxic a principis de juliol. S'estén al sud-oest dels Estats Units a mesura que madura a mitjans de juliol, quan una àrea d'alta pressió, anomenada monsó o alta subtropical, es desenvolupa a l'atmosfera superior sobre la Regió de Four Corners, creant un flux de vent des de l'est o del sud-est. Al mateix temps, una baixa tèrmica (una depressió de baixa pressió per un intens escalfament superficial) es desenvolupa sobre l'altiplà mexicà i el desert del sud-oest dels Estats Units.
La baixa tèrmica crea una circulació que aporta polsos de baix nivell d'humitat del golf de Califòrnia i del Pacífic oriental. El golf de Califòrnia, una massa d'aigua estreta envoltada de muntanyes, és especialment important per al transport d'humitat de baix nivell cap a Arizona i Sonora. La humitat dels nivells superiors també es transporta a la regió, principalment des del golf de Mèxic pels vents de l'est. Una vegada que els boscos de la Sierra Madre Occidental es tornen més verds a partir de les pluges monsòniques inicials, l'evaporació i la transpiració de les plantes poden afegir humitat addicional a l'atmosfera que després desembocarà a Arizona. Finalment, si les planes del sud dels EUA són inusualment humides i verdes durant els primers mesos d'estiu, aquesta zona també pot servir com a font d'humitat.
A mesura que els valors de l'aigua precipitable augmenten a principis d'estiu, es poden produir tempestes breus però sovint torrencials, especialment en terrenys muntanyosos. Aquesta activitat es veu potenciada ocasionalment pel pas d'ones tropicals i l'arrossegament de les restes de ciclons tropicals.

## Efectes

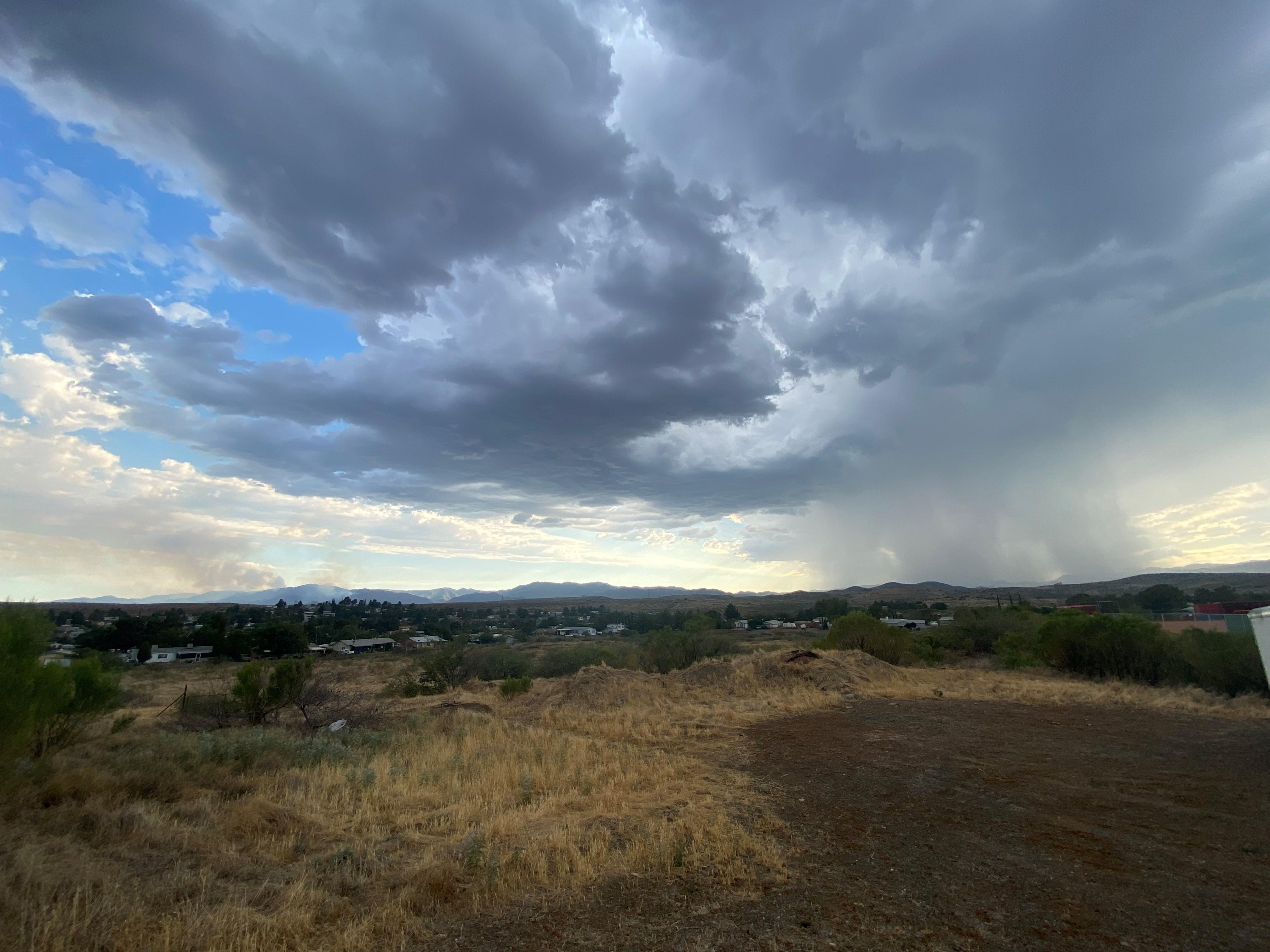
Una tempesta de monsó estacional s'acosta al Tiger Fire el 9 de juliol de 2021

Les precipitacions monsòniques representen una part substancial de les precipitacions anuals al nord-oest de Mèxic i al sud-oest dels Estats Units. La majoria d'aquestes zones reben més de la meitat de les precipitacions anuals del monsó.Moltes plantes del desert estan adaptades per aprofitar aquesta breu estació humida. A causa dels monsons, el Desert de Sonora i Desert de Mojave es consideren relativament "humits" quan es classifiquen entre altres deserts com el Sàhara.
Els monsons sovint tenen un paper en la reducció de l'amenaça dels incendis forestals proporcionant humitat a elevacions més altes durant la temporada d'incendis forestals. Les fortes pluges monsòniques poden provocar un creixement excessiu de les plantes a l'hivern, al seu torn un risc d'incendi forestal a l'estiu. La manca de pluja monsònica pot dificultar la sembra d'estiu, reduint l'excés de creixement de les plantes d'hivern però empitjorant la sequera.
Les inundacions sobtades són un perill greu durant el monsó. Les rambles poden convertir-se en rius rabiosos en un instant, fins i tot quan no hi ha tempestes visibles, ja que una tempesta pot provocar una inundació sobtada a desenes de quilòmetres de distància. Els llamps també són un perill important. Com que és perillós quedar atrapat a la intempèrie quan apareixen aquestes tempestes de sobte, molts camps de golf d'Arizona tenen sistemes d'avís de tempestes.
Una vegada que el monsó està en marxa, les cadenes muntanyoses, incloses la Sierra Madre Occidental i el Marge Mogollón, proporcionen un mecanisme d'enfocament per al desenvolupament diari de les tempestes. Així, gran part de les pluges monsòniques es produeixen en terrenys muntanyosos. Per exemple, la pluja monsònica a la Sierra Madre Occidental normalment oscil·la entre 10 polzades (250 mm) i 15 polzades (380 mm). Com que el sud-oest dels Estats Units es troba a la franja nord del monsó, la precipitació és menor i tendeix a ser més variable. Les zones més a l'oest de la regió central del monsó, és a dir, Califòrnia i Baixa Califòrnia, solen rebre només precipitacions irregulars relacionades amb el monsó. En aquestes zones, l'intens escalfament solar no és prou fort per superar un subministrament continu d'aigua freda de l'oceà Pacífic nord que es desplaça per la costa oest d'Amèrica del Nord. Els vents giren cap a la terra en aquestes zones, però l'aire fresc i humit estabilitza l'atmosfera. El monsó avança tan a l'oest com les Peninsular Ranges i les Transverse Ranges del sud de Califòrnia, però rarament arriba a la franja costanera. Com es mostra al panorama següent, un mur de tempestes, a només mitja hora amb cotxe, és una visió habitual des del cel assolellat al llarg de la costa durant el monsó.

## Variabilitat

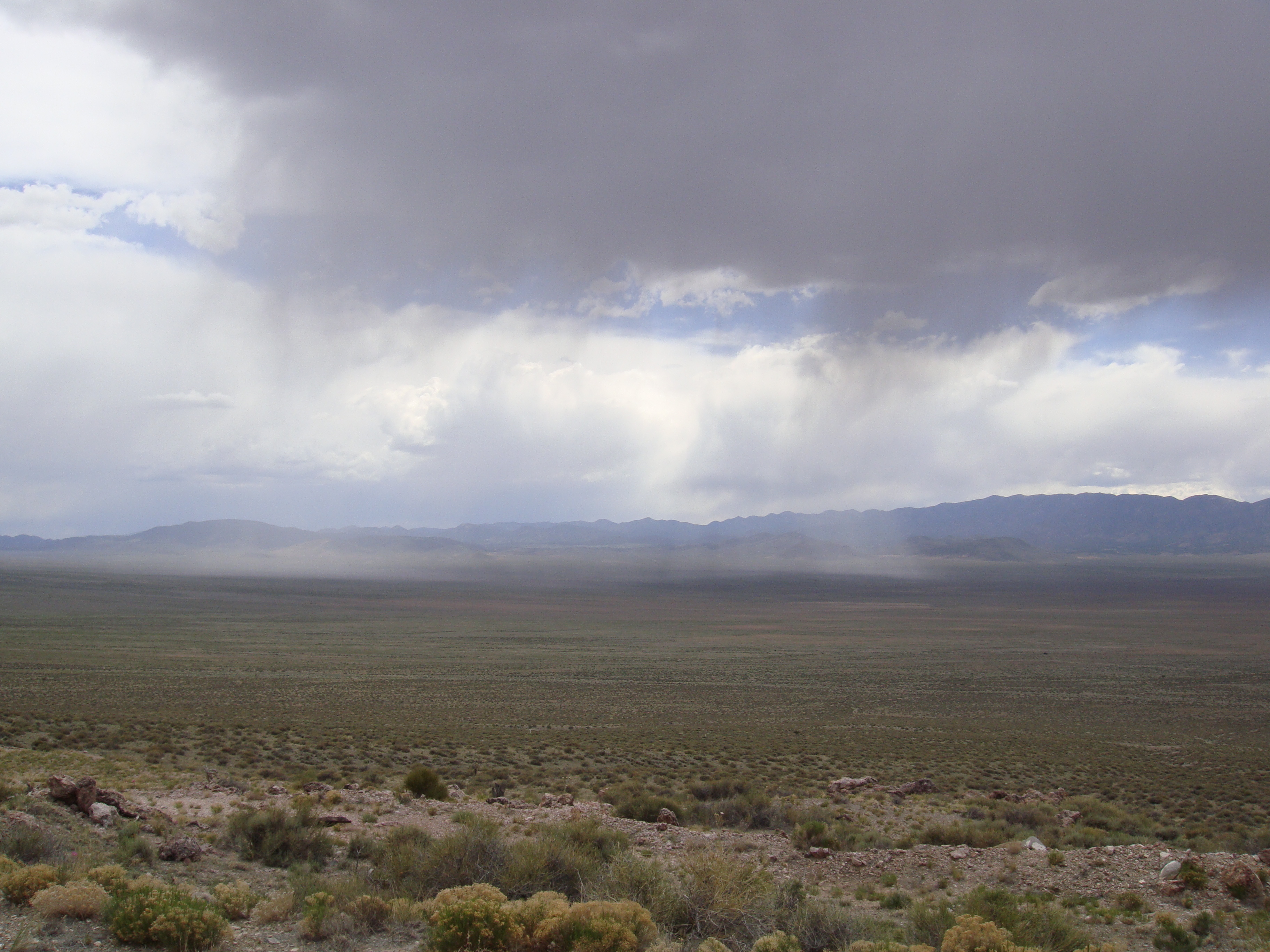
Una tempesta aïllada passa per Wah Wah Valley, Utah. Aquest tipus de patró monzònic és molt comú a finals d'estiu del sud-oest dels EUA.

Les pluges durant el monsó no són contínues. Varia considerablement, depenent de diversos factors. En general, hi ha diferents períodes de pluja intensa durant el monsó i períodes d'"interrupció" amb poca o cap pluja La variabilitat és difícil d'entendre i predir, perquè resulta de les complexes interaccions entre les característiques de la circulació atmosfèrica tant a la sinòptica (de 100 a 1000 km espacialment, d'1 dia a 1 setmana, temporalment) com a la mesoescala (diversos km a 100 km, hores a un dia temporalment) i la topografia extremadament variada. Els moviments atmosfèrics a més gran escala poden controlar la distribució del vapor d'aigua i l'estabilitat o inestabilitat general (és a dir, la tendència a formar tempestes) a l'atmosfera; tanmateix, els efectes topogràfics locals són crítics per a la distribució geogràfica i fins i tot temporal de l'activitat convectiva.
La cresta del monsó és gairebé tan forta com la que es desenvolupa sobre Àsia durant l'estiu. Tanmateix, atès que el flux d'humitat del nivell inferior no és tan persistent com al monsó indi, el patró de direcció del nivell superior i les pertorbacions al voltant de la cresta són crítics per influir on es desenvolupen les tempestes en un dia determinat. La força i la posició exactes de la cresta subtropical també governen fins a quin punt al nord es poden estendre els vents tropicals de l'est. Si la cresta està massa a prop d'una àrea concreta, l'aire que s'enfonsa al seu centre suprimeix les tempestes i pot provocar una "ruptura" important del monsó. Si la carena és massa llunyana o massa feble, els vents de l'est al voltant de l'alt són inadequats per portar la humitat tropical a les muntanyes de Mèxic i al sud-oest dels Estats Units. Tanmateix, si la cresta s'instal·la en alguns llocs clau, es poden produir tempestes generalitzades i potencialment severes.
La variabilitat monsònica d'un estiu a l'altre és substancial i supera la precipitació estacional del monsó normal a la majoria de llocs. Per exemple, la precipitació monsònica normal a Tucson, Arizona és de 6.06 polzades (154 mm). L'estació del monsó més seca va mesurar 1.59 polzades (40 mm), i la més humida mesurava 13.84 polzades (352 mm).
La investigació des del 2010 ha investigat les possibles causes darrere de la variabilitat del monsó nord-americà. Els factors següents afecten el monsó nord-americà:
- Anomalies de temperatura de la superfície del mar
- Patrons de circulació a gran escala
- Precipitació de l'any anterior
- Localització de la zona de convergència intertropical
- La variabilitat del augment d'humitat del golf de Califòrnia

Cap d'aquests factors pot predir perfectament la variabilitat. Aquests factors estan relacionats entre si i no són independents. Per exemple, les temperatures de la superfície del mar afecten tots els altres factors fins a cert punt.
En alguns anys, els deserts de Nevada poden rebre gairebé cap influència del monsó si la temperatura alta subtropical occidental es desplaça menys que en anys típics. Per exemple, el 2020, l'alta subtropical es va mantenir més al sud del que és habitual a causa de la influència d'un fort anticicló sobre el Pacífic nord, desplaçant el corrent en jet més cap a l'interior. La combinació d'aquests factors va impedir que l'aire tropical humit arribés al sud-oest americà, provocant pluges per sota de la mitjana.

## Definició de monsó
Si el monsó nord-americà és un "autèntic monsó" ha estat controvertit. Fins a finals dels anys 70 del segle xx, hi va haver un debat seriós sobre si un monsó existia realment a Amèrica del Nord. No obstant això, una investigació considerable, que va culminar amb el Southwest Arizona Monsoon Project (SWAMP) el 1990 i el 1993, va establir el fet que un monsó de bona fe, caracteritzat per canvis de vent i pluges a gran escala a l'estiu, es desenvolupa a gran part de Mèxic i la regió intermuntanyosa dels EUA.
La polèmica continua per la inversió incompleta dels vents durant el monsó. Els vents predominants canvien de l'oest abans del monsó al sud durant el monsó. Com que no es tracta d'una inversió completa de 180 graus, alguns climatòlegs afirmen que el monsó nord-americà no és un veritable monsó. Altres climatòlegs afirmen que és un autèntic monsó.